# Моисеев, Александр Павлович
Алекса́ндр Па́влович Моисе́ев (22 ноября 1938, Златоуст — 16 октября 2013, Челябинск) — советский краевед, член союза журналистов СССР (1970), лауреат краеведческих и журналистских премий им. В. П. Бирюкова (1988), Ф. Ф. Сыромолотова (1984), В. П. Поляничко (2000). Окончил Челябинский политехнический институт (1961) и Литературный институт имени Горького (1970).
С 1967 по 1985 год работал в челябинских газетах, с 1985  по 2013 год — в книжных издательствах. С 1988 года — председатель Челябинского общества краеведов. Главная тема публикаций Александра Моисеева — исследование Урала, поиск неизвестных страниц его летописи. Произведения А. Моисеева опубликованы уральскими журналами «Уральский следопыт», «Урал», «Каменный поиск», а также столичными журналами и альманахами. Александр Моисеев — автор книги для чтения по истории Челябинской области «В Урале Русь отражена», автор-составитель около сорока сборников об уральском крае, его очерки и этюды есть в книгах «Гравюра на стали из Златоуста», «Челябинск», «Врата Рифея», «Челябинск. История моего города», «Познай свой край», а также в областной газете «Южноуральская панорама» (недоступная ссылка). Он редактор и один из авторов книги «На Урал-реке» из серии «Заповедные уголки Южноуралья».